# Nebunu-See
Der Nebunu-See ist ein Schutzgebiet in Natur- und Landschaftsschutz der  IUCN-Kategorie IV Biotop- und Artenschutzgebiet (Gewässer- und Vogelschutzgebiet) im Nationalpark Biosphärenreservat Donaudelta. Er befindet sich auf dem Areal der Gemeinde Pardina, im Kreis Tulcea, in Rumänien.

## Beschreibung
Durch das Gesetz Nummer 5 vom 6. März 2000 sowie durch den Gerichtsbeschluss Nummer 2.151 vom 30. November 2004 wurde der Nebunu-See zum Naturschutzgebiet von nationaler Bedeutung ausgewiesen. Als Teil des Nationalparks Biosphärenreservat Donaudelta gehört er zum Weltnaturerbe der UNESCO.
Das Schutzgebiet Nebunu-See ist mit 1,15 km² eine relativ kleine Schutzzone im Nordwesten des Donaudeltas, südlich des Chiliaarms, auf dem Areal der Gemeinde Pardina. Die Schutzzone ist Teil des Seenkomplexes Șontea-Furtuna und steht seit dem Jahr 1990 unter Naturschutz.

## Fauna und Flora
Hier entwickelten sich an Überschwemmungen angepasste Biozönosen, das heißt Gemeinschaften von Organismen verschiedener Arten in einem abgegrenzten Lebensraum. Das Schutzgebiet Nebunu-See ist für rastende und durchziehende Limikolen und Wasservögel von Bedeutung. Der See selbst bietet zahlreichen Fischarten, die an kleine Seen mit geringer Tiefe angepasst sind, einen geeigneten Lebensraum.
Hier nistet unter anderen der Sichler (Plegadis falcinellus), der Purpurreiher (Ardea purpurea), der Rallenreiher (Ardeola ralloides), der Graureiher (Ardea cinerea), das Teichhuhn (Gallinula chloropus), die Zwergscharbe (Phalacrocorax pygmeus), die Wasserralle (Rallus aquaticus) und der Zwergtaucher (Tachybaptus ruficollis).
Der Nebunu-See beherbergt zahlreiche Fische, wie: Schleie (Tinca tinca), Flusswels (Silurus glanis), Europäischer Schlammpeitzger (Misgumus fossilis), Karausche (Carassius carassius), Karpfen (Cyprinus carpio), Steinbeißer (Cobitis taenia) und Flussbarsch (Perca fluviatilis).